# Exteroceptie
Exteroceptie is een term uit de neurologie. Het doelt op de waarneming van prikkels van buiten het organisme.
Prikkels uit het milieu worden door de zintuigreceptoren via de sensorische zenuwen naar het centraal zenuwstelsel (CZS) geleid (exteroceptieve prikkels). Als antwoord gaat van het CZS via motorische zenuwen een bevel uit naar de spieren. Voor controle en regeling van het antwoord van de spier gaat via sensorische zenuwen een terugkoppeling naar het CZS (proprioceptieve prikkels).
Om onderscheid te maken tussen sensibiliteit op externe en interne prikkels wordt gesproken van exteroceptieve en interoceptieve sensibiliteit.